# Varanus melinus
Varanus melinus là một loài thằn lằn trong họ Varanidae. Loài này được Böhme & Ziegler miêu tả khoa học đầu tiên năm 1997.

## Hình ảnh

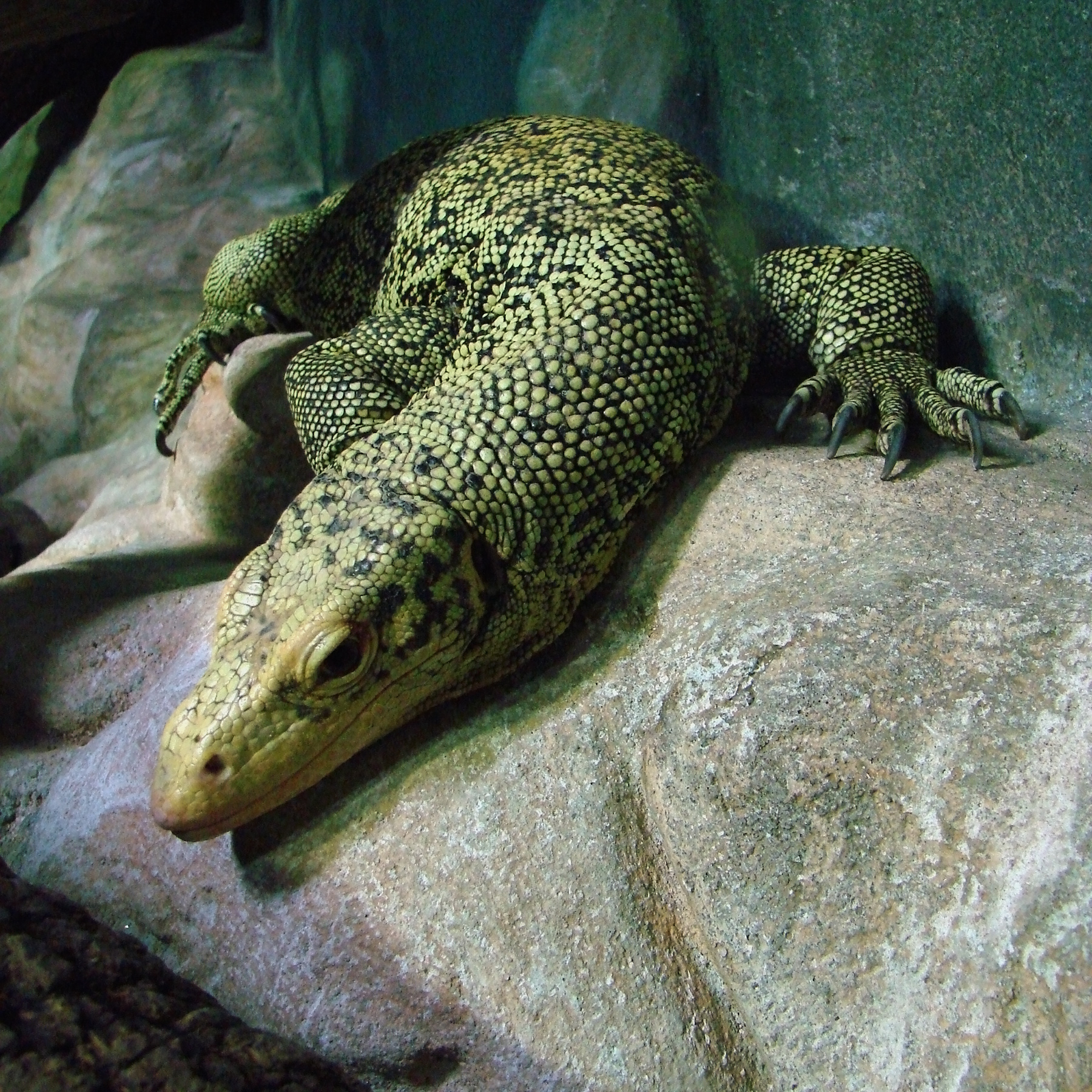
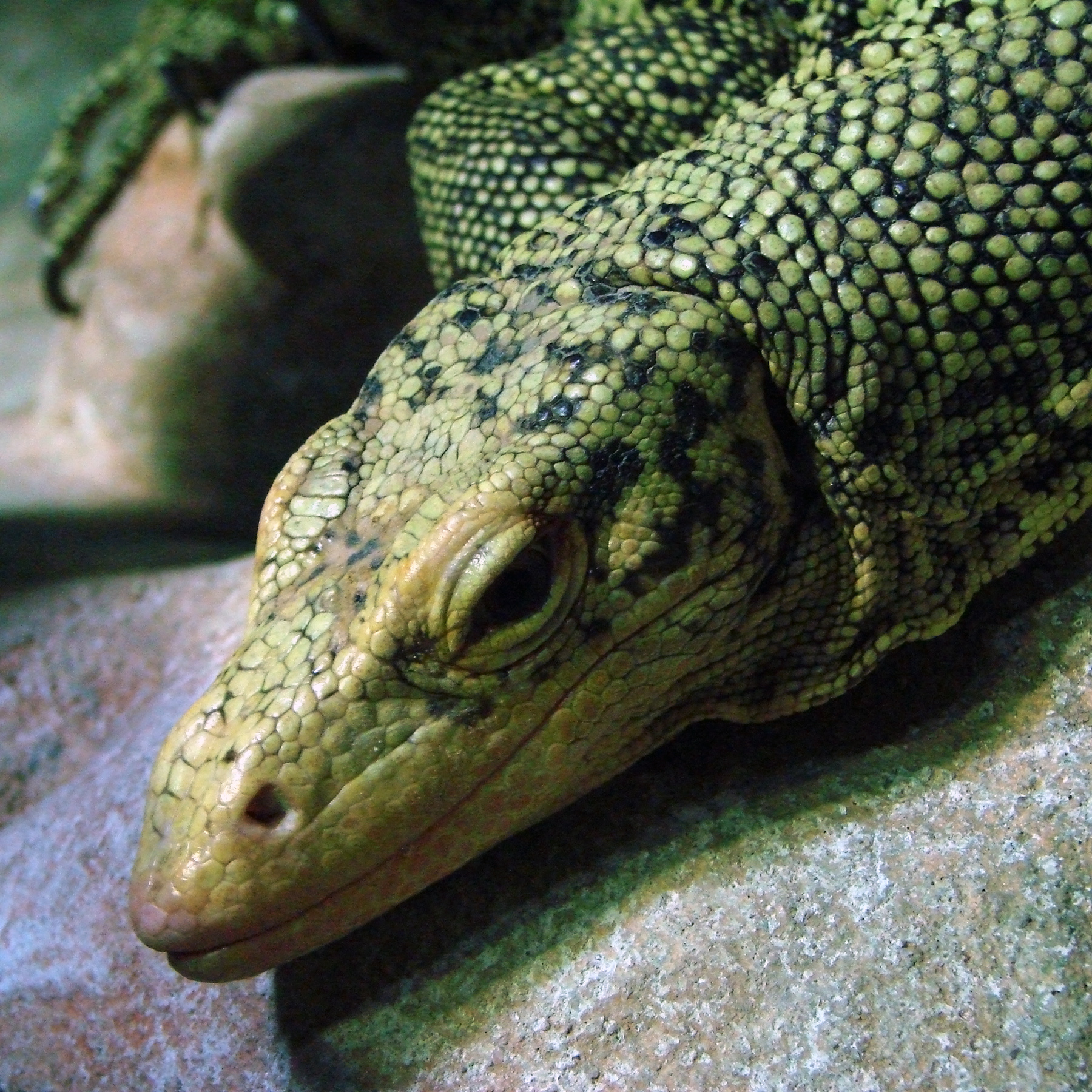
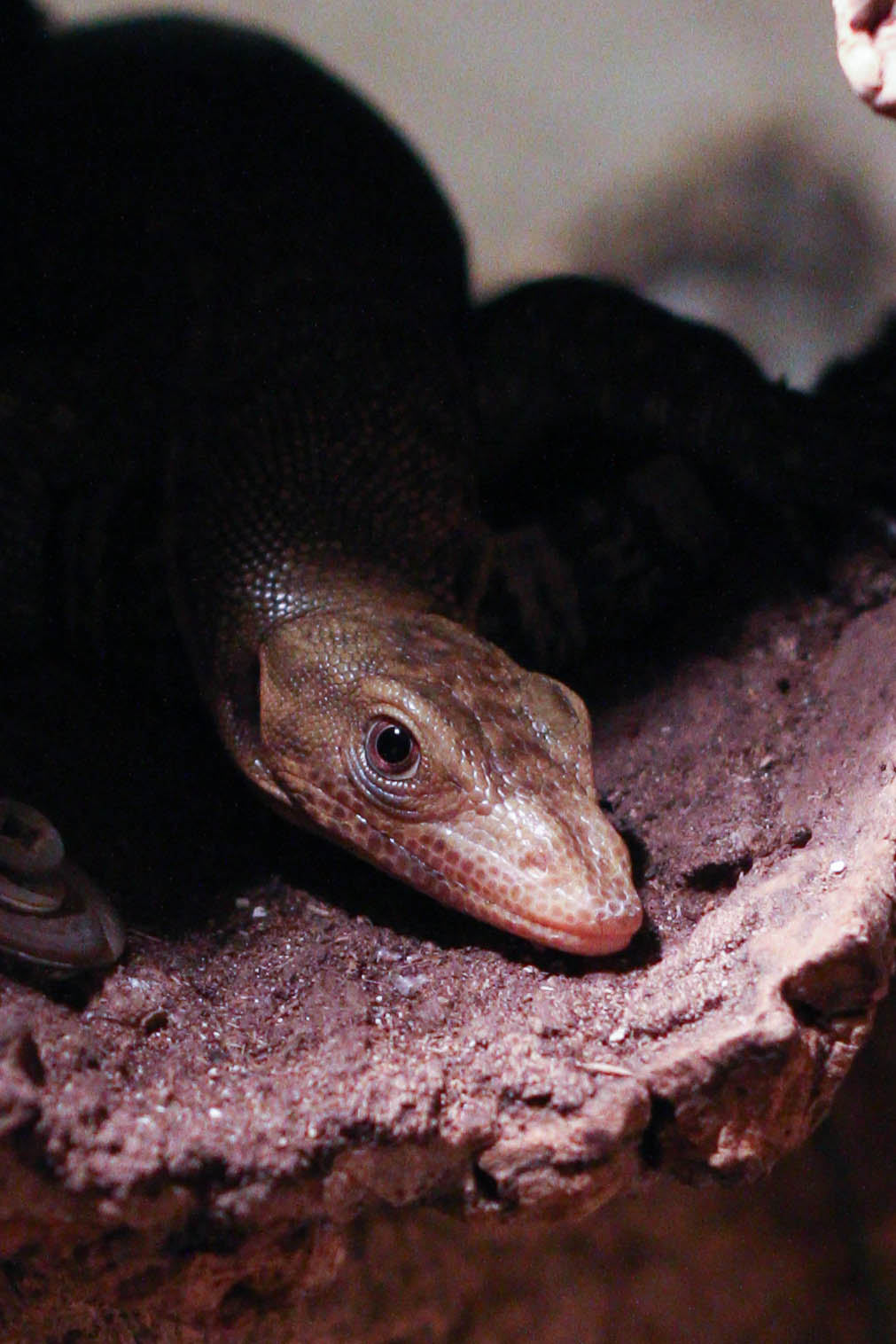